# Luigi Lucheni
Luigi Lucheni (Parijs, 22 april 1873 – Genève, 19 oktober 1910) was een politiek activist die bekendheid kreeg als de moordenaar van keizerin Elisabeth van Oostenrijk-Hongarije (Sisi) op 10 september 1898.

## Biografie
Lucheni, een geboren Italiaan, was een anarchist die van plan was de Franse troonpretendent, Louis Philippe Robert van Orléans, graaf van Chambord te vermoorden. Omdat de graaf zijn reis naar Genève afzegde besloot hij dan maar om keizerin Elisabeth te doden. Hij rende op de keizerin af toen deze, incognito, met haar hofdame, Irma Sztáray langs de oevers van het Meer van Genève wandelde en stak haar diep in haar borst met een geslepen vijl. Hierna rende hij er razendsnel vandoor. In eerste instantie had keizerin Elisabeth helemaal niet door dat Lucheni haar had gestoken en stapte met haar hofdame in een bootje. Tijdens het boottochtje bezweek Elisabeth aan haar wond. Toegesnelde omstanders die te hulp kwamen ontdekten dat ze een bloedvlek op haar korset had en ontdekten de borstwond die haar hart had doorboord. Lucheni werd gearresteerd en uiteindelijk tot levenslang veroordeeld voor de moord op keizerin Elisabeth van Oostenrijk-Hongarije. In 1910 werd hij opgehangen gevonden in zijn cel, hoogstwaarschijnlijk pleegde hij zelfmoord.

## Galerij

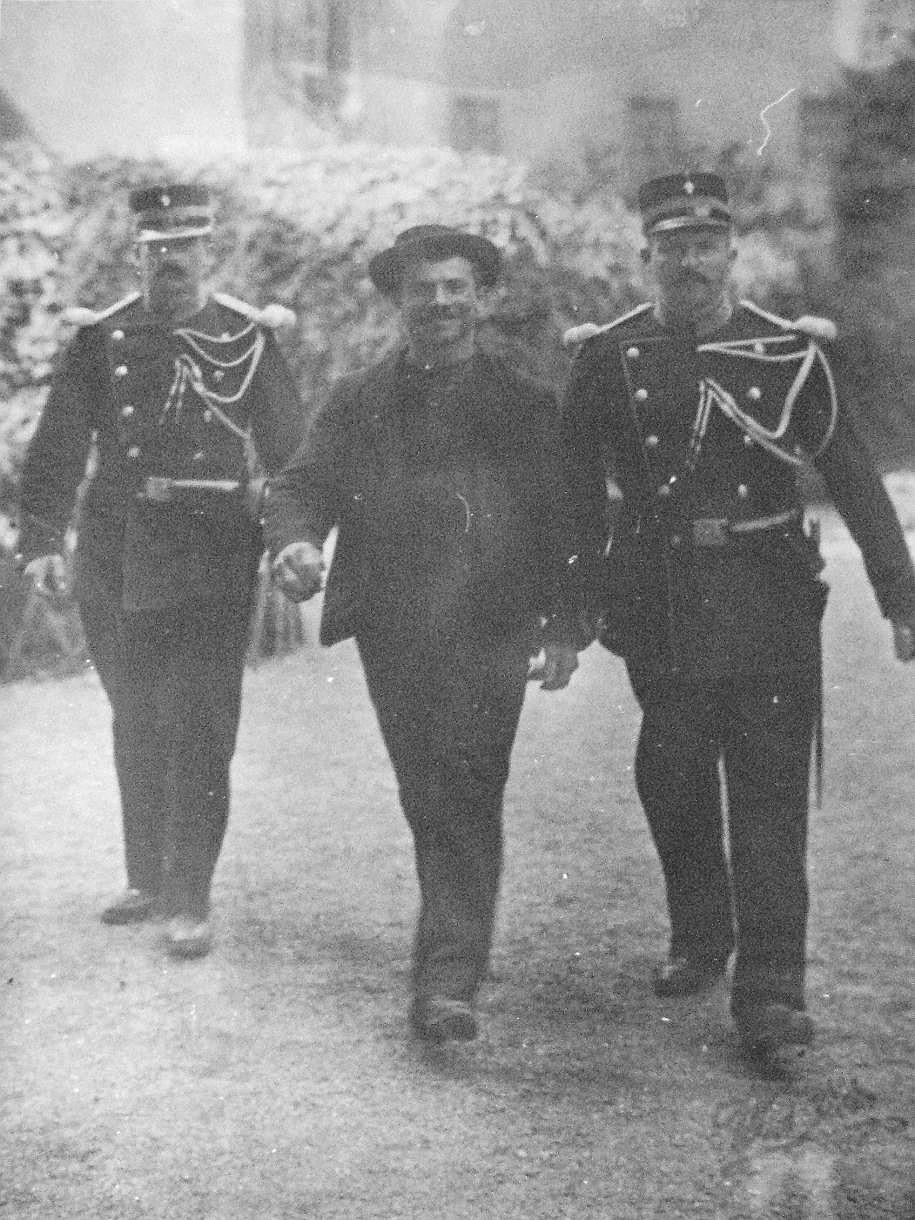
Luigi Lucheni, kort na zijn arrestatie
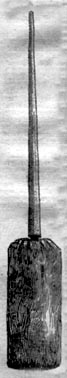
Het moordwapen

- Bibsys: 13008843
- Bibliothèque nationale de France: cb13330612c (data)
- Gemeinsame Normdatei: 120183307
- Historisch woordenboek van Zwitserland: 027901
- International Standard Name Identifier: 0000 0000 7249 0054
- Library of Congress Control Number: n85284483
- Nationale Bibliotheek van Tsjechië: jo20211121192
- Nederlandse Thesaurus van Auteursnamen: 175154155
- Réseau des bibliothèques de Suisse occidentale: 02-A003534614
- Système universitaire de documentation: 035702699
- Virtual International Authority File: 95151084
- WorldCat: E39PBJqFQ9JY7pTQGjXww9Xjmd